# Charaxes nigrescens
Charaxes nigrescens är en fjärilsart som beskrevs av Le Moult 1933. Charaxes nigrescens ingår i släktet Charaxes och familjen praktfjärilar. Inga underarter finns listade i Catalogue of Life.